# HMS Ärlig (90)
HMS Ärlig (90) är en bevakningsbåt i svenska marinen av Tapper-klass. Hon levererades till Gotlands kustartilleriregemente (KA 3) år 1998.